# Язиката Хвеська

Обкладинка книги «Язиката Хвеська», видавництво «ІРІС», 1992 рік

«Язиката Хвеська» —  українська народна казка; належить до соціально-побутових казок. У ній розповідається про чоловіка, що провчив свою балакучу дружину Хвеську. Він розповідав їй різні вигадки, а Хвесьці, що переказувала їх, ніхто не повірив.

## Персонажі
- Петро — чоловік;
- Хвеська (варіант імені Феодосія) — дружина Петра;
- Меланка, Пріська — кума Хвеськи і Петра;
- пан економ.

## Провідна ідея
Нема гірше од того чоловіка, що не вміє язика за зубами вдержати. А найбільше лихо з жінками.

## Сюжет
Якось чоловік на ім'я Петро виорав у полі горщик з золотом. У того чоловіка була дружина Хвеська, яка не вміла тримати таємниці при собі та ще й полюбляла пліткувати. Щоб вона нікому не розповіла про знахідку, чоловік вирішив її провчити.
Петро купив на базарі застреленого зайця і в'язку бубликів. По дорозі додому повісив він куплені бублики на вербу, що росла коло дороги. Зайця засунув до верші, а рибу, яка була в верші, порозкидав під кущами вздовж шляху. Потім чоловік прийшов додому і повів дружину за село, щоб показати бублики на вербі, рибу під кущами і зайця в верші. А на останок признався, що знайшов горщик з грошима.
Через кілька днів Хвеська не витримала і розповіла про золото своїм кумам — Меланці і Прісці. Так новина про знахідку дійшла до пана економа. Економ викликав Петра і хотів його покарати, бо той не розповів йому про золото. Петро все опирався і говорив, що нічого не знаходив. Тоді покликали Хвеську, яка почала розповідати не лише про золото, а й про зайця, рибу і бублики. Економ подумав, що жінка знущається з нього і наказав покарати Хвеську замість її чоловіка. Так Петро зберіг золото і провчив надміру балакучу дружину.

## Споріднені казки
- Язиката баба (фінська казка)
- Балакуха (російська казка)